# Ribe
Ribe (deutsch Ripen) anhörenⓘ ist die älteste Stadt Dänemarks und war bis zur dänischen Kommunalreform 2007 Verwaltungssitz vom Ribe Amt. Sie hat 8367 Einwohner (Stand 1. Januar 2025) und gehört seit der Kommunalreform zur Gemeinde Esbjerg Kommune in der Region Syddanmark. Das gesamte Mittelalter hindurch bis in die frühe Neuzeit war Ribe der wichtigste dänische Hafen an der Nordsee. Heute hat die Stadt ihre einstige Bedeutung verloren, bietet aber dank etlicher erhaltener Bauwerke aus ihrer Glanzzeit immer noch zahlreiche Sehenswürdigkeiten, allen voran den Dom zu Ribe.

## Geografie
Ribe liegt im Südwesten Jütlands an der Nordseeküste, nahe der Mündung des Flusses Ribe Å. Etwa 25 Kilometer nordwestlich liegt Esbjerg, 50 Kilometer östlich liegt Kolding. Das Stadtgebiet umfasst 352 km².

## Name
Der Name geht auf das altdänische Wort ripa zurück, das für den Plural von Streifen steht. Erklärt wird diese Bezeichnung mit der Verästelung des Handelsweges, der hier den Fluss an seiner Mündung kreuzte.

## Geschichte
Als der Missionar Ansgar von Bremen im Jahr 860 einen Platz für die erste in Skandinavien zu errichtende Kirche suchte, fiel seine Wahl auf Ribe. Die Stadt war damals der bedeutendste Handelsort des Nordens, bedingt durch den guten Hafen und den schiffbaren Fluss. So ist die Bitte Ansgars an König Horik II. zwar die erste Erwähnung der Stadt, archäologisch lässt sie sich aber bis ins 8. Jahrhundert zurückverfolgen. Wie die Funde belegen, war die Stadt damals von Handwerk geprägt (Metallgießerei, Lederverarbeitung, Webarbeiten, Töpferei). Schon in frühester Zeit muss sie Handelsverbindungen nach Norddeutschland und England gehabt haben, insbesondere nach Stade, Bremen, Köln, Brügge, Deventer, Groningen und Utrecht. Eine intakte Kleeblattkanne wurde 2015 auf dem Friedhof von Ribe ausgegraben. Der etwa 1000 Jahre alte Krug wurde in Frankreich oder Belgien produziert und ist der erste derartige Fund in Dänemark.
Zwar soll Ribe 1043 von den Abodriten geplündert worden sein, und zwischen 1176 und 1402 zerstörten sieben Brandkatastrophen große Teile der Stadt, doch die Stadt erholte sich von diesen Rückschlägen ebenso wie von der Pest, die 1350 in Ribe wütete, und von zwei schweren Überschwemmungen, der Zweiten Marcellusflut von 1362 und der Sturmflut von 1512. So lebten Ende des 15. Jahrhunderts etwa 5000 Menschen in Ribe, womit es zu den größeren Städten in Nordeuropa zählte (zum Vergleich: Hamburg hatte etwa 10.000, Lübeck etwa 25.000 Einwohner). 1460 wurde in der Stadt der Vertrag von Ripen abgeschlossen, der die Unteilbarkeit Schleswigs und Holsteins bestätigen sollte, vor 1496 baute die Gemeinde das Alte Rathaus. Zwar ging es Ribe im 16. Jahrhundert weiterhin wirtschaftlich gut, aber es verlor allmählich seine Bedeutung für den dänischen Seehandel. Die Handelswege hatten sich verlagert, Kopenhagen und andere Städte stiegen auf. Die Einwohnerzahl der Stadt sank stetig.

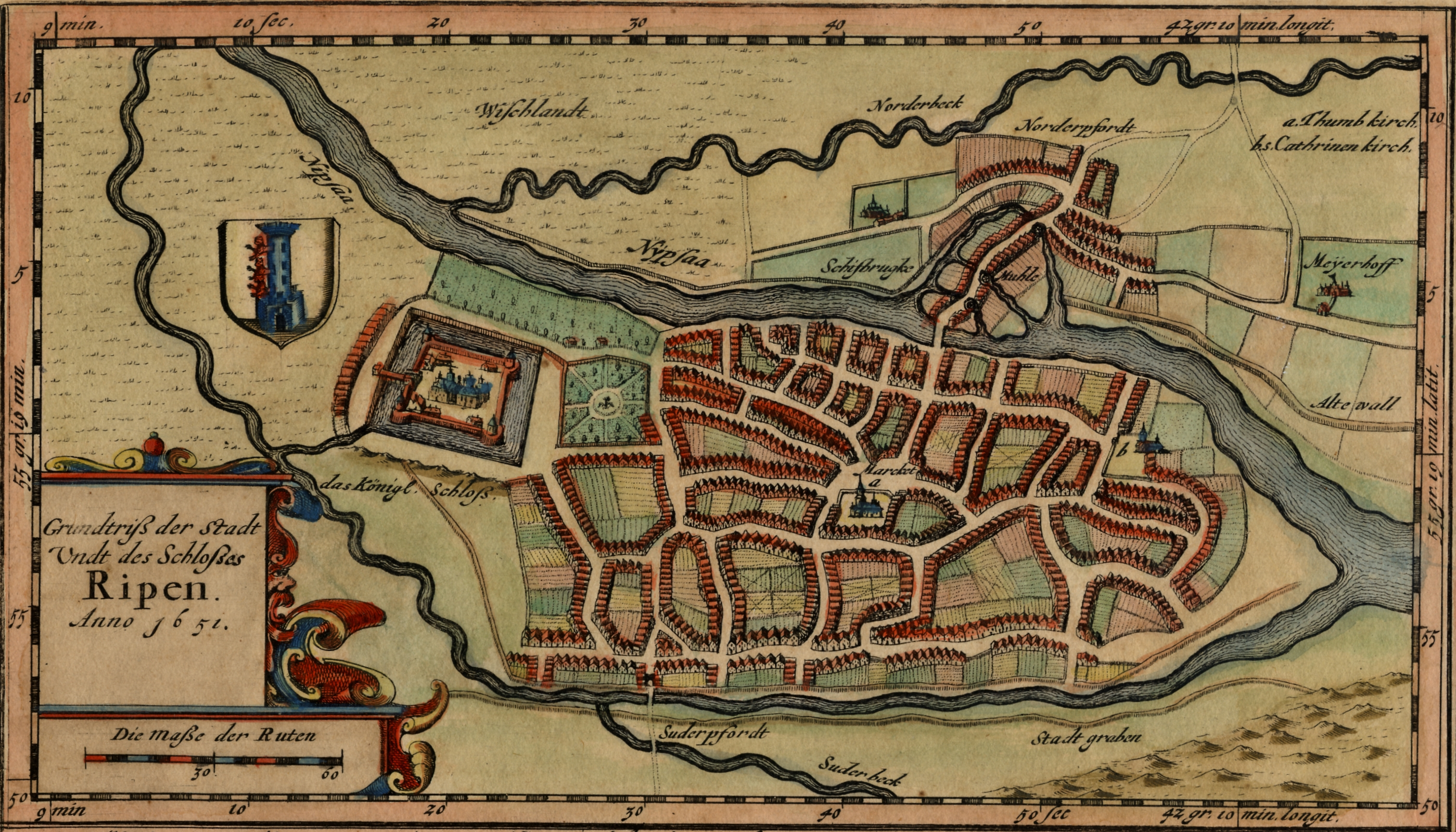
Stadtplan von 1651

Ein großer Brand 1580, vier Pestepidemien und einige Sturmfluten – die schlimmste davon die Burchardiflut am 11./12. Oktober 1634 (das Wasser stand 6,1 m ü. NN) – beschleunigten den Niedergang der Handelsstadt. Eine weitere Pestepidemie im Jahr 1659 kostete ein Drittel der Stadtbewohner das Leben. Die Einquartierung von Soldaten in den Kriegen des 17. Jahrhunderts beraubte die Bürger ihres Wohlstands. Noch etwa 2000 Menschen lebten zu diesem Zeitpunkt in Ribe. Die Zahl änderte sich bis Anfang des 19. Jahrhunderts kaum. Als unbedeutende Stadt erlebte sie die Besatzung durch napoleonische Truppen 1808 sowie den Dreijährigen Krieg um Schleswig 1848–1851 und den Deutsch-Dänischen Krieg von 1864.
1864 musste Dänemark auf Schleswig und Holstein verzichten. Die dänische Südgrenze verlief nun südlich von Ribe. Die bisher schleswigschen Gemeinden Farup Sogn (dt.: Fardrup), Hjortlund Sogn, Kalvslund Sogn (Kalslund), Vester Vedsted Sogn (Wester-Wittstedt) und Seem Sogn wurden Dänemark zugeschlagen. Damit bildete Ribe nicht länger eine königlich dänische Exklave im Herzogtum Schleswig. Allerdings verlor die Stadt das wirtschaftlich wichtige Umland nach Süden, das nun jenseits einer Staats- und Zollgrenze lag. Mit der Gründung von Esbjerg im Jahr 1870 ging Ribe zusätzlich der Seehandel verloren. Auch der Anschluss an das Eisenbahnnetz fünf Jahre später konnte diesen Verlust nicht ausgleichen. Den Zweiten Weltkrieg überstand die Stadt ohne nennenswerte Zerstörungen.
Das seit 1708 kontinuierlich als Rathaus genutzte Alte Rathaus verlor 2007 seine Funktion, die Stadt wurde Teil der Esbjerg Kommune, während in dem spätmittelalterlichen Bauwerk seither nur noch standesamtliche Trauungen stattfinden.

### Verwaltungsgeschichte

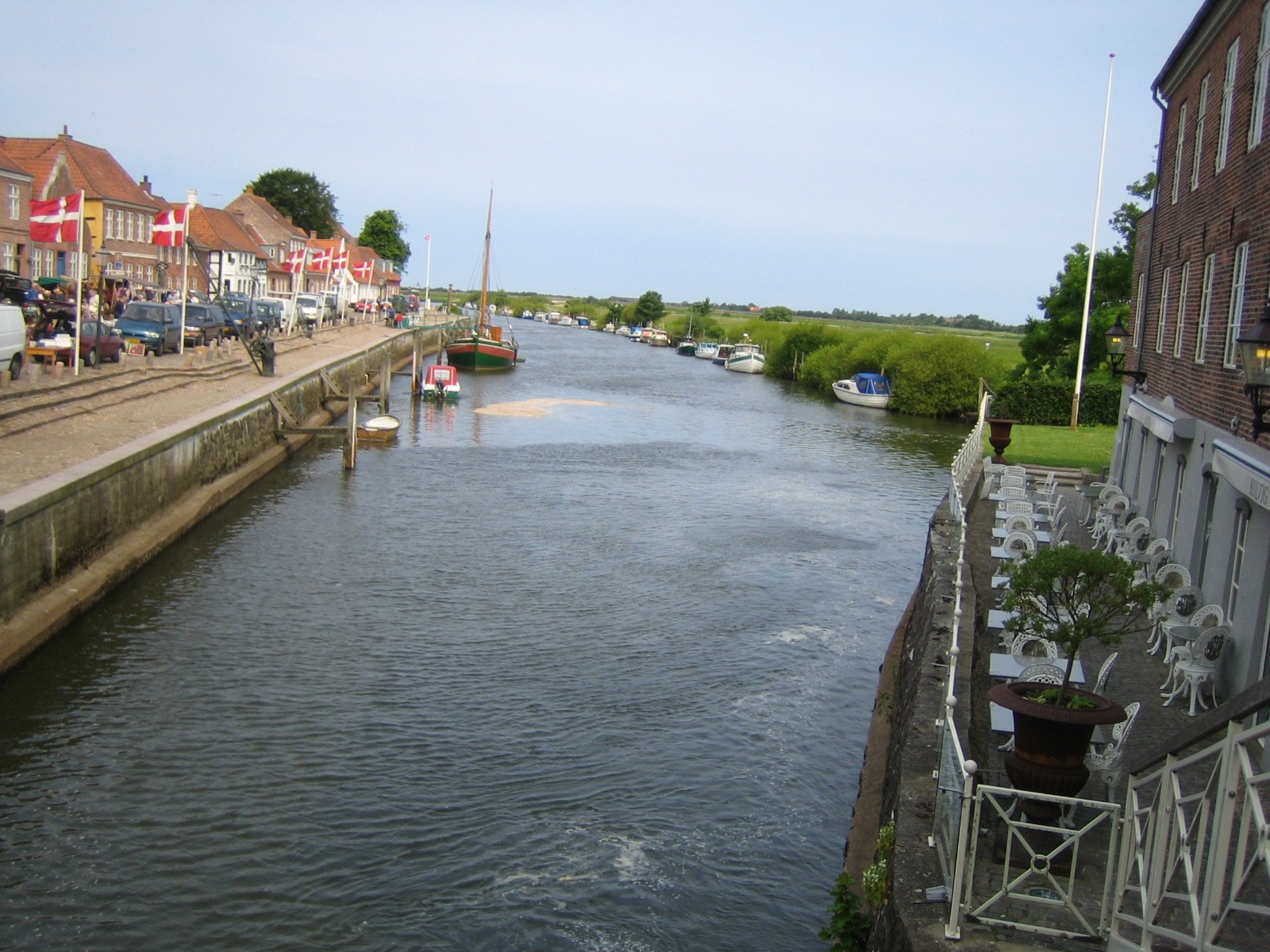
Alter Hafen von Ribe

Der Ort war bereits früh ein bedeutender Handelsplatz, und die Bedeutung wuchs nach der Errichtung des Bischofssitzes. Stadtrecht bekam Ribe wohl erst im 13. Jahrhundert. Die Stadt besaß zu diesem Zeitpunkt einige Gebiete außerhalb ihres Weichbilds, darunter List auf Sylt. Zwar bildete sie einen eigenen Gerichtsbezirk, doch hatten auch Bischof, Domkapitel und Klöster eigene Gerichtsbarkeit. Obwohl als Enklave im Herzogtum Schleswig südlich der Kongeå (Königsau) gelegen, gehörte Ribe immer zum Königreich Dänemark, was auch die drei Löwen im Stadtwappen verdeutlichen.
Der größte Teil des Riberhus-Lehens lag nördlich der Kongeå, doch zählten seit dem 15. Jahrhundert auch einige Enklaven im schleswigschen Land dazu, darunter das Umland der Stadt selbst, Amrum und Westerland-Föhr, List auf Sylt, ein Teil von Rømø (Röm) und die bis zur Reformation bischöflichen Besitzungen um Ballum und Møgeltønder (Mögeltondern). Die Stadt selbst gehörte nicht zum Lehnsdistrikt, der 1660 in das Ribe Amt umgewandelt wurde.
1864 kamen einige bis dahin überwiegend schleswigsche Nachbarkirchspiele (der südliche Teil des Vilslev Sogn, Farup Sogn, Hjortlund Sogn, Kalvslund Sogn, Seem Sogn und Vester Vedsted Sogn sowie das Dorf Obbekier) aus dem Fole Sogn (Fohl) zum Königreich, wodurch Ribe mit dem nördlichen Umland verbunden wurde. 1920 endete die unbequeme Lage als Grenzstadt. Dennoch blieb der Ort eine kleine Landstadt, die vor allem im Schatten des nur 30 Kilometer entfernten Seehafens Esbjerg stand.
Mit der Verwaltungsreform 1970 wurde die Stadt Zentrum der Ribe Kommune einschließlich der schleswigschen Nachbargemeinden Hviding Sogn, Roager Sogn und Spandet Sogn und der oben genannten Nachbarkirchspiele, und sie wurde Verwaltungssitz eines noch vergrößerten Ribe Amtes. Die Zentralisierung der Lokal- und Regionalverwaltung 2007 traf Ribe dagegen schwer: Das Amt wurde Teil der Region Syddanmark mit Zentrum in Vejle, die Stadt selbst wurde Teil der Esbjerg Kommune.

## Verkehr

### Bahnverkehr
Ribe liegt an der Bahnstrecke Bramming–Tønder und ist direkt an Esbjerg, Tønder und Niebüll angebunden. Die Züge verkehren wochentags tagsüber mindestens stündlich, zwischen etwa 6 und 16 Uhr ist der Fahrplan zwischen Ribe und Esbjerg auf zwei Abfahrten pro Stunde verdichtet. Am Wochenende fährt alle zwei Stunden ein Zug auf der Gesamtstrecke Esbjerg–Tønder, zwischen Esbjerg und Ribe verkehrt etwa ein Zug pro Stunde (kein glatter Stundentakt). Die Züge werden von GoCollective (ehemals Arriva Dankmark) betrieben und sind ab Esbjerg in Richtung Varde–Nørre Nebel/Skjern durchgebunden.

### Busverkehr
Ribe ist der Start- und Endpunkt einiger regionaler und lokaler Buslinien von Sydtrafik. Es bestehen Verbindungen nach Aabenraa (Linie 129), Haderslev (Linie 135), Vejen (Linie 177) sowie Esbjerg (Linie 245). Zudem wird Ribe von einigen Schulbuslinien angefahren (Linien 256, 411, 415, 416, 417). Der Stadtbus in Ribe wurde zum Fahrplanwechsel im Sommer 2023 eingestellt.

## Religionen

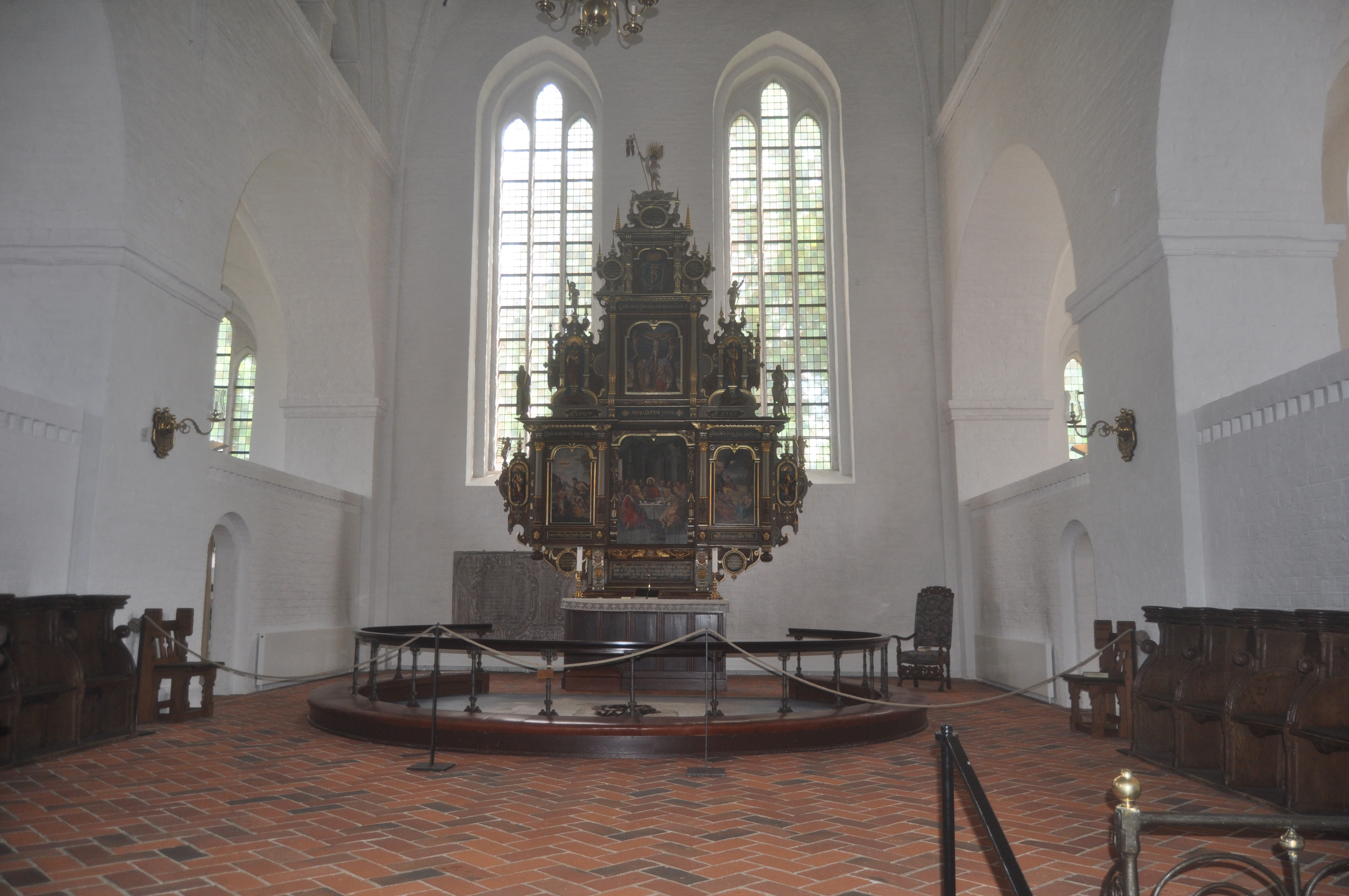
Klosterkirche Ribe – Blick zum Altar

Neben dem Handel war die christliche Kirche stark in Ribe präsent. Die von Ansgar erbaute Holzkirche wurde Anfang des 12. Jahrhunderts durch einen steinernen Bau ersetzt, seit 1117 ist Ribe Bischofssitz des Bistums Ribe. Ein zum Dom gehörendes Domkapitel sowie eine Domschule wurden 1145 gestiftet. Ebenso gab es in Ribe vier Klöster: Sankt Nikolai (Benediktinerkloster, Ende des 12. Jahrhunderts gegründet), ein Dominikanerkloster (1228 gegründet), ein Franziskanerkloster (das älteste seines Ordens in Dänemark – 1232 –, es gehörte zur Ordensprovinz Dacia) und das Sankt-Johannis-Kloster (1311 erstmals erwähnt). Neben dem Dom und den Klosterkirchen gab es in der Stadt sechs weitere Kirchen, die älteste davon ist die St. Pederskirche (vor 1145). Einschneidende Veränderung brachte die Reformation. Die Klöster wurden geschlossen, der Einfluss der Kirche sank. Trotzdem blieb Ribe ein geistiges Zentrum. Die Domschule besteht als Lateinschule bis heute.

## Einwohnerentwicklung
Die folgende Übersicht zeigt die Einwohnerentwicklung Ribes über die Jahrhunderte. Die Zahlen vor dem 18. Jahrhundert sind Schätzungen, der Rest Ergebnisse von Volkszählungen. Ab 1980 wird die 1970 gebildete Großkommune einheitlich gezählt.
| Jahr | Einwohner |
| ---- | --------- |
| 1500 | ~5000     |
| 1591 | ~4500     |
| 1641 | ~3500     |
| 1672 | ~2000     |

| Jahr | Einwohner |
| ---- | --------- |
| 1769 | 1827      |
| 1801 | 1994      |
| 1850 | 2984      |
| 1901 | 4243      |

| Jahr | Einwohner |
| ---- | --------- |
| 1974 | 8256      |
| 1980 | 8051      |
| 1985 | 7981      |
| 1990 | 7872      |

| Jahr | Einwohner |
| ---- | --------- |
| 1995 | 8234      |
| 2000 | 8112      |
| 2006 | 8081      |
| 2010 | 8188      |

## Kultur und Sehenswürdigkeiten

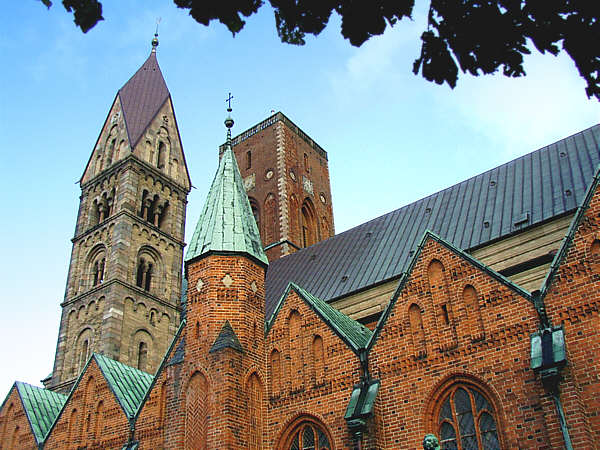
Dom zu Ribe mit begehbarem Bürgerturm (Borgertårnet)

Ribe ist bekannt für seine gut erhaltene Altstadt mit dem romanischen, später gotisch erweiterten Dom, dem spätgotischen Rathaus und dem Dominikanerkloster (13.–15. Jahrhundert). Am nordwestlichen Stadtrand befindet sich die Riberhus Slotsbanke, die Überreste des Schlosses Riberhus, von dem heute nur noch der Schlossgraben und die Wallanlagen erhalten sind.
In der Nähe, etwa zwei Kilometer südlich von Ribe, in Lustrupholm befindet sich das Freilichtmuseum Ribe VikingeCenter, dort kann man ganzjährig ein naturgetreu nachgestelltes Dorf aus der dänischen Wikingerzeit erleben. Als weitere Museen finden sich das Museet Ribes Vikinger, das Ribe Kunstmuseum und das Vadehavscentret.

## Medien
Ribe ist Dreh- und Spielort des ARD-Krimis „Rauhnächte“. Während des Wikingerfestes in einer Rauhnacht taucht mitten in der Gruppe der wild feiernden, alkoholisierten Partygänger eine verstörte Frau – Smilla Verstergard – auf. Sie ist Opfer eines Serienmörders, konnte sich aber befreien, wird jedoch auf dem überlasteten Polizeirevier von Ribe nicht beachtet. Der Serienmörder fängt Smilla wieder ein und setzt sie erneut in den Wäldern aus. Bei den Ermittlungen spielen zum einen die verwickelten familiären Beziehungen einer Kleinstadt eine Rolle und zum anderen die verführerische Kraft heidnischer Rituale der titelgebenden Jahreswendezeit, hier das als Gottesurteil verstandene Menschenopfer.

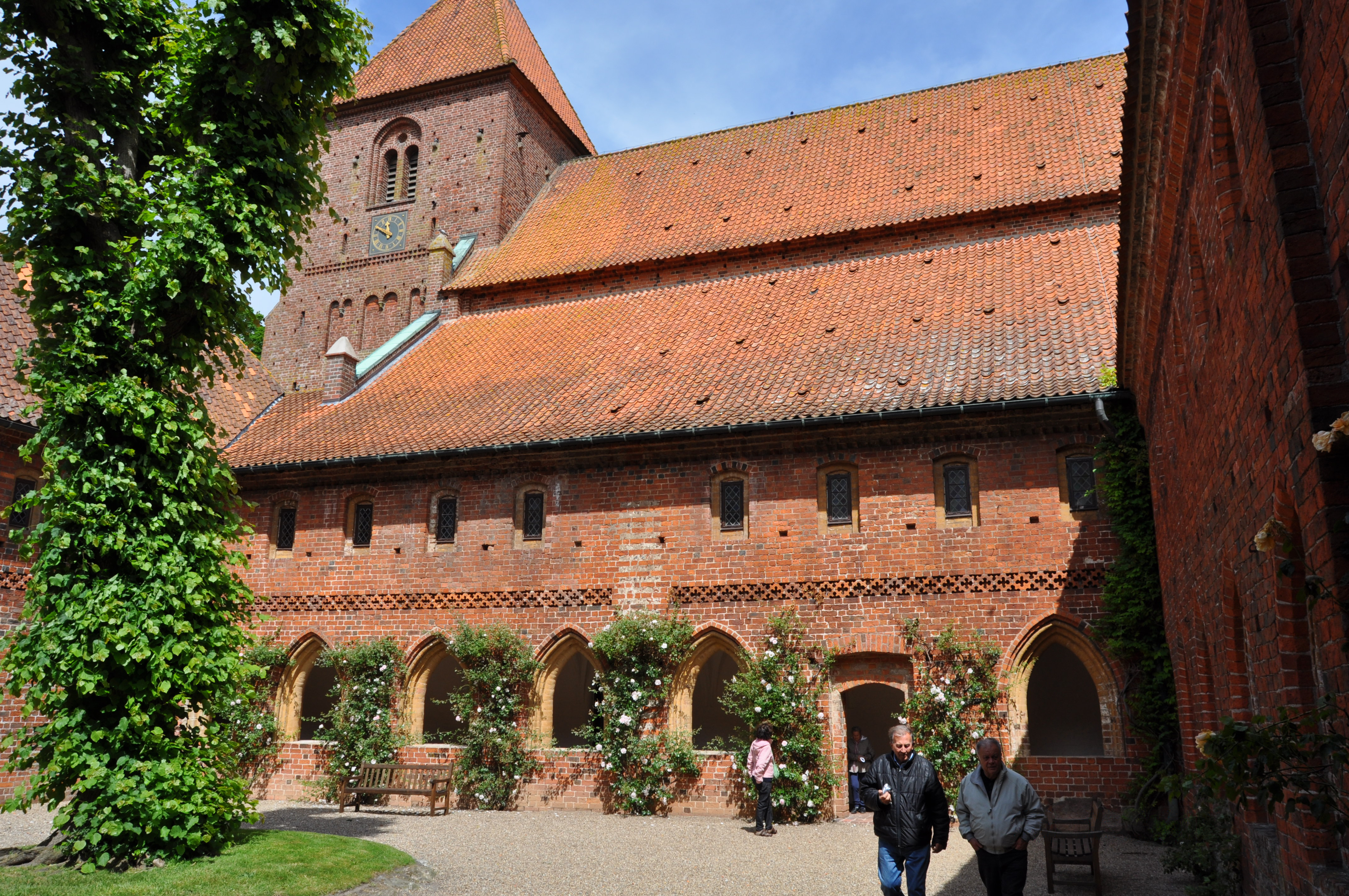
Kloster Ribe mit Klosterkirche und Kreuzgang
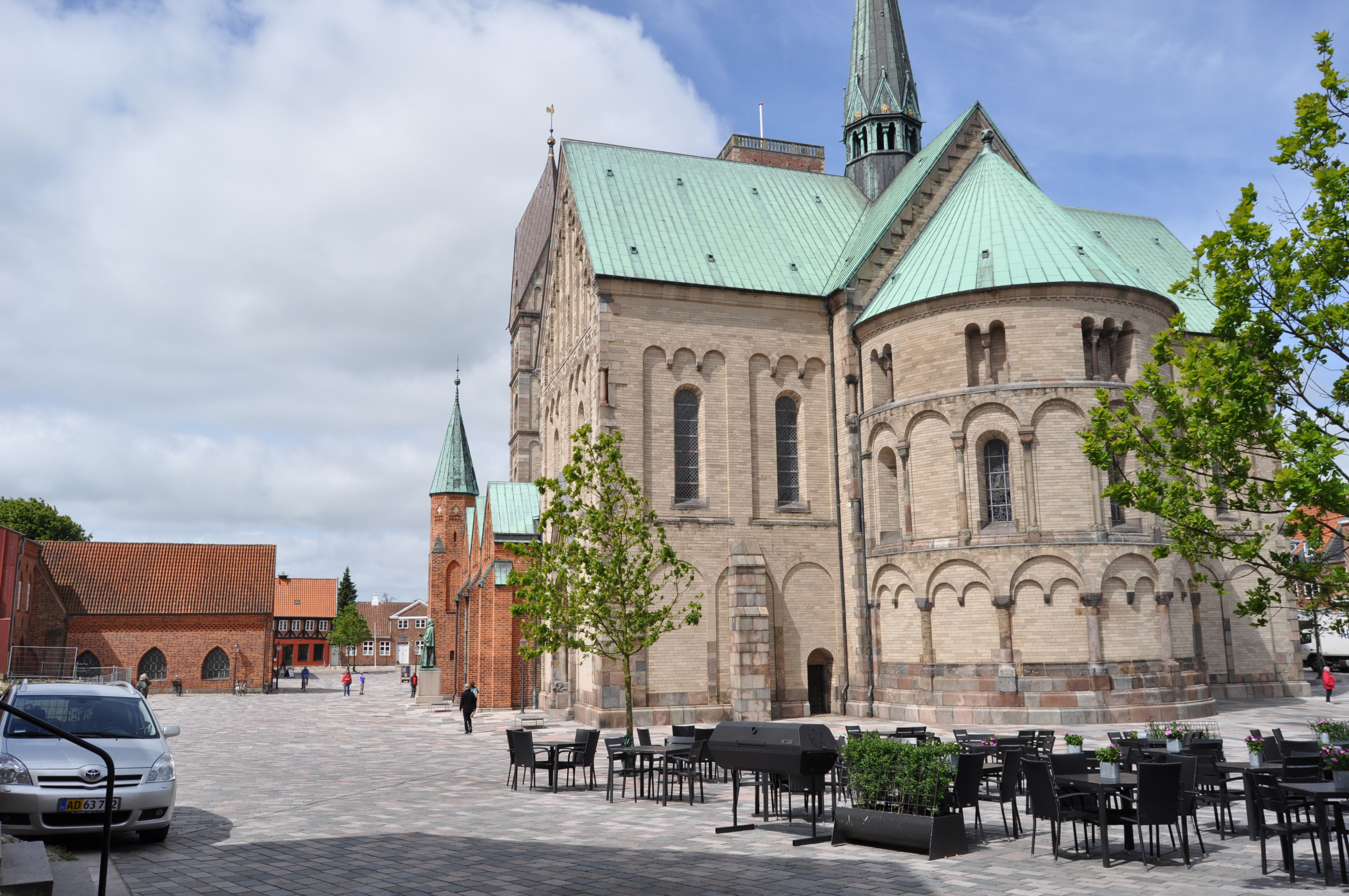
Dom von Ribe – Ansicht von Osten
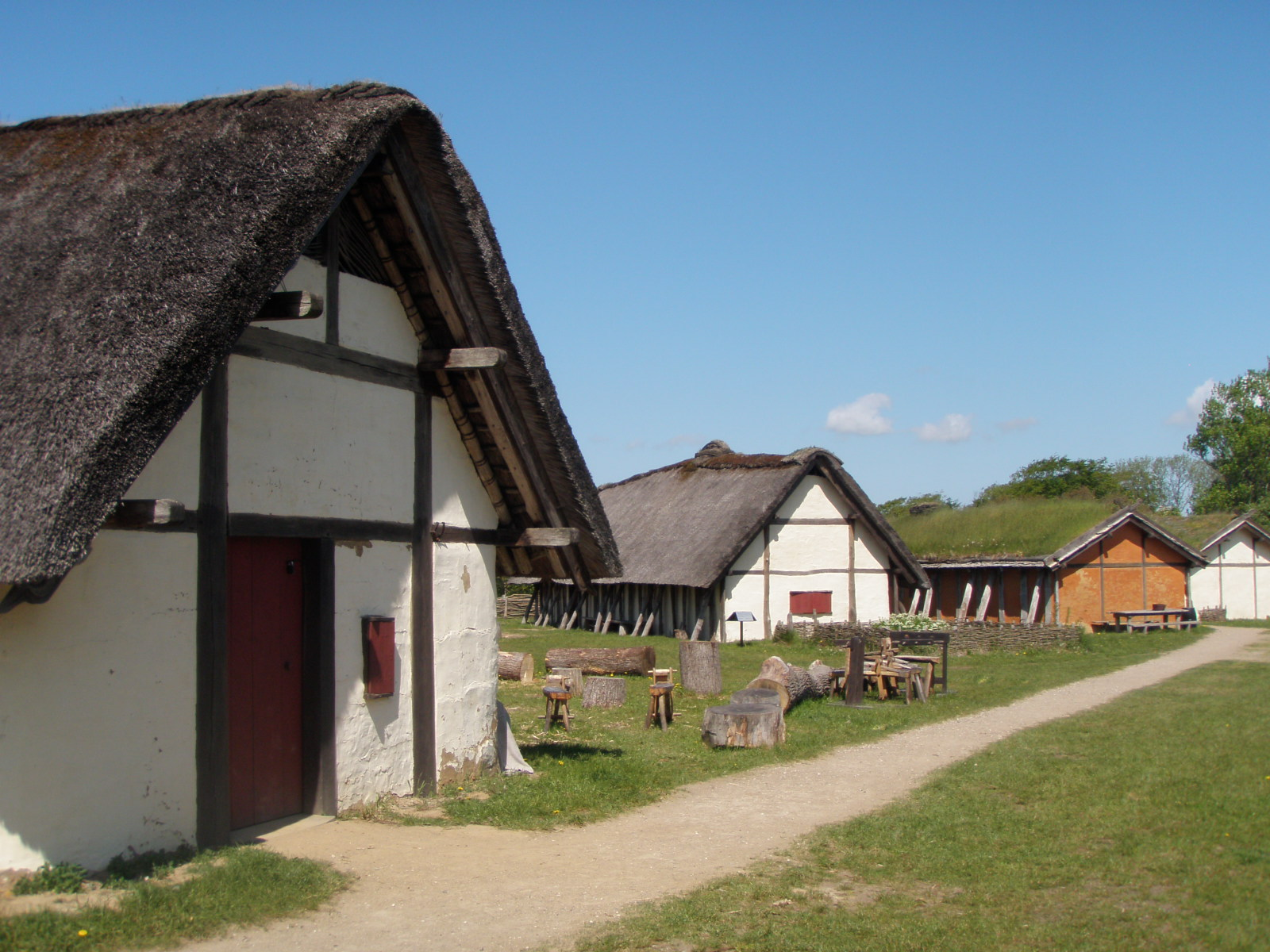
Ribe VikingeCenter
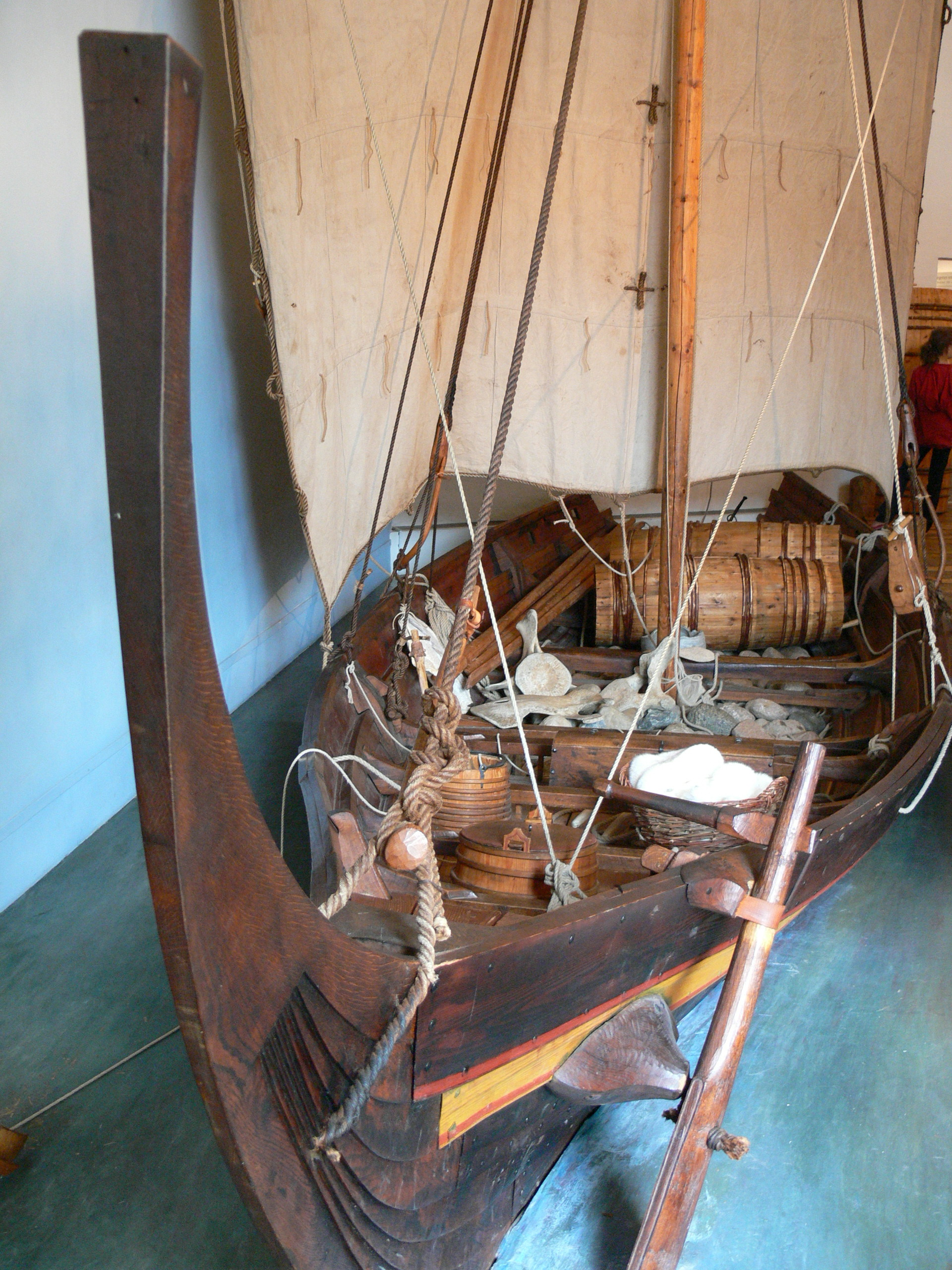
Wikingerschiff im Museet Ribes Vikinger
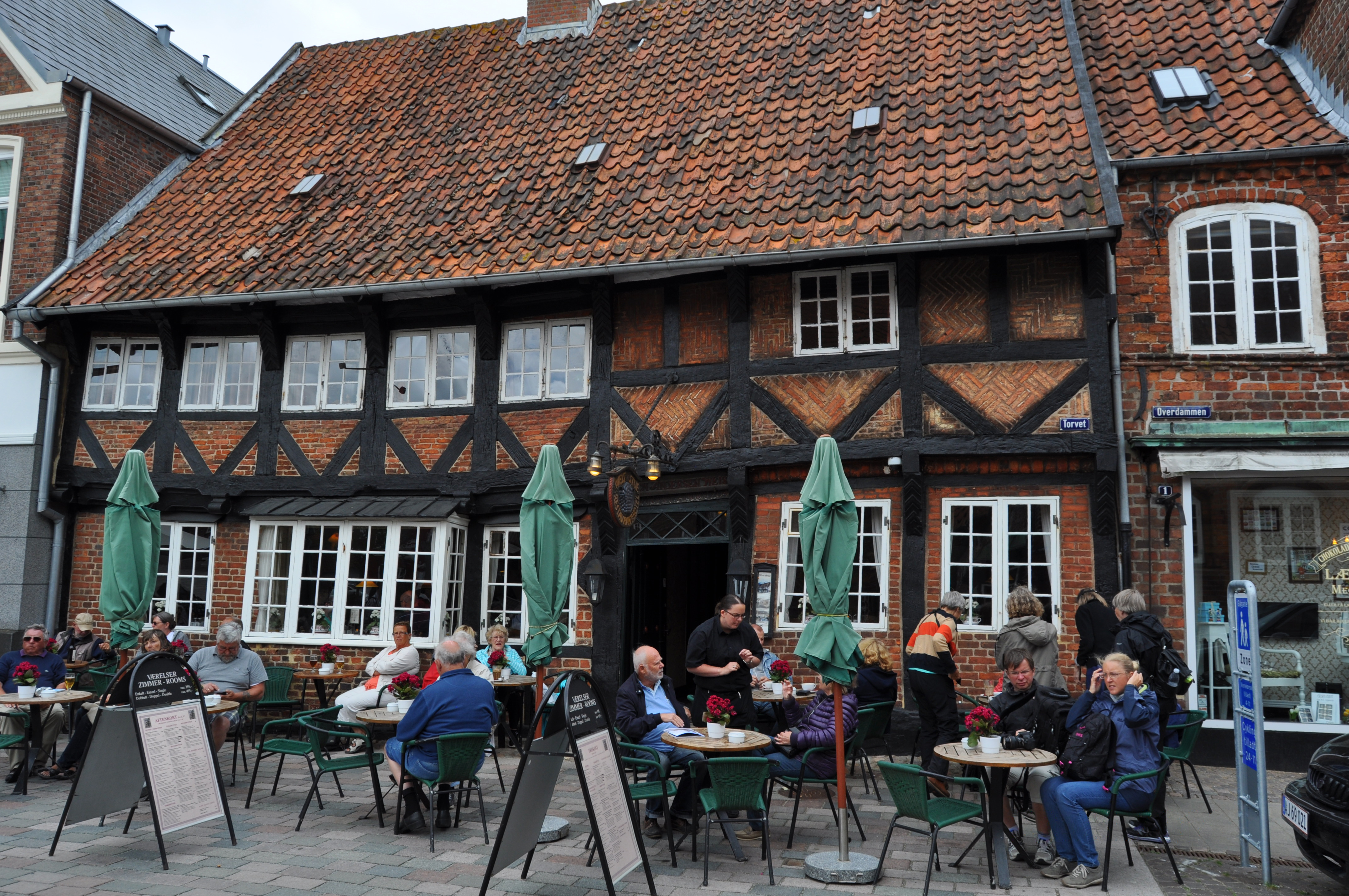
Mittelalterliches Fachwerkhaus in Ribe
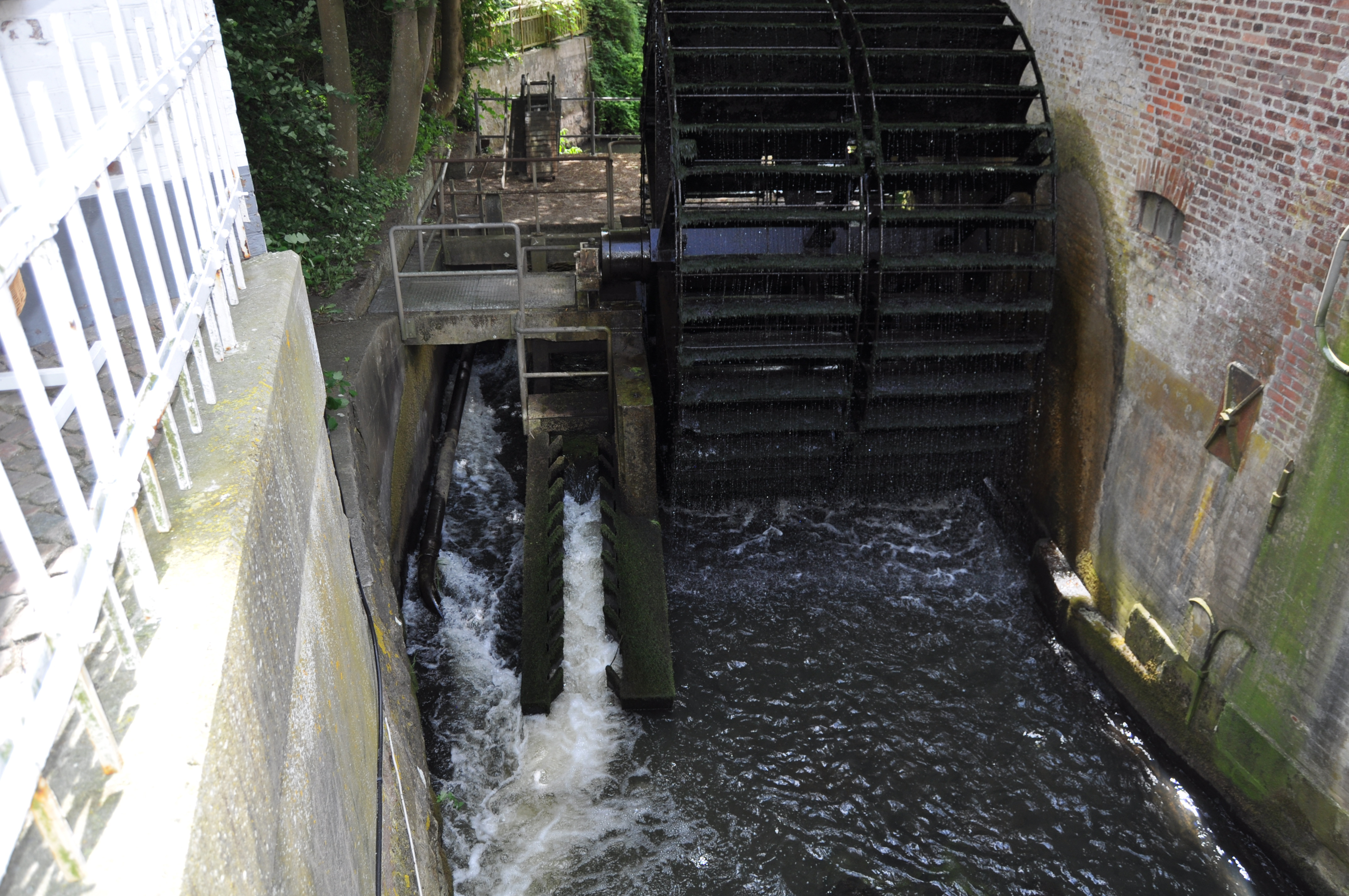
Wassermühle mit Stau an der Ribe Å
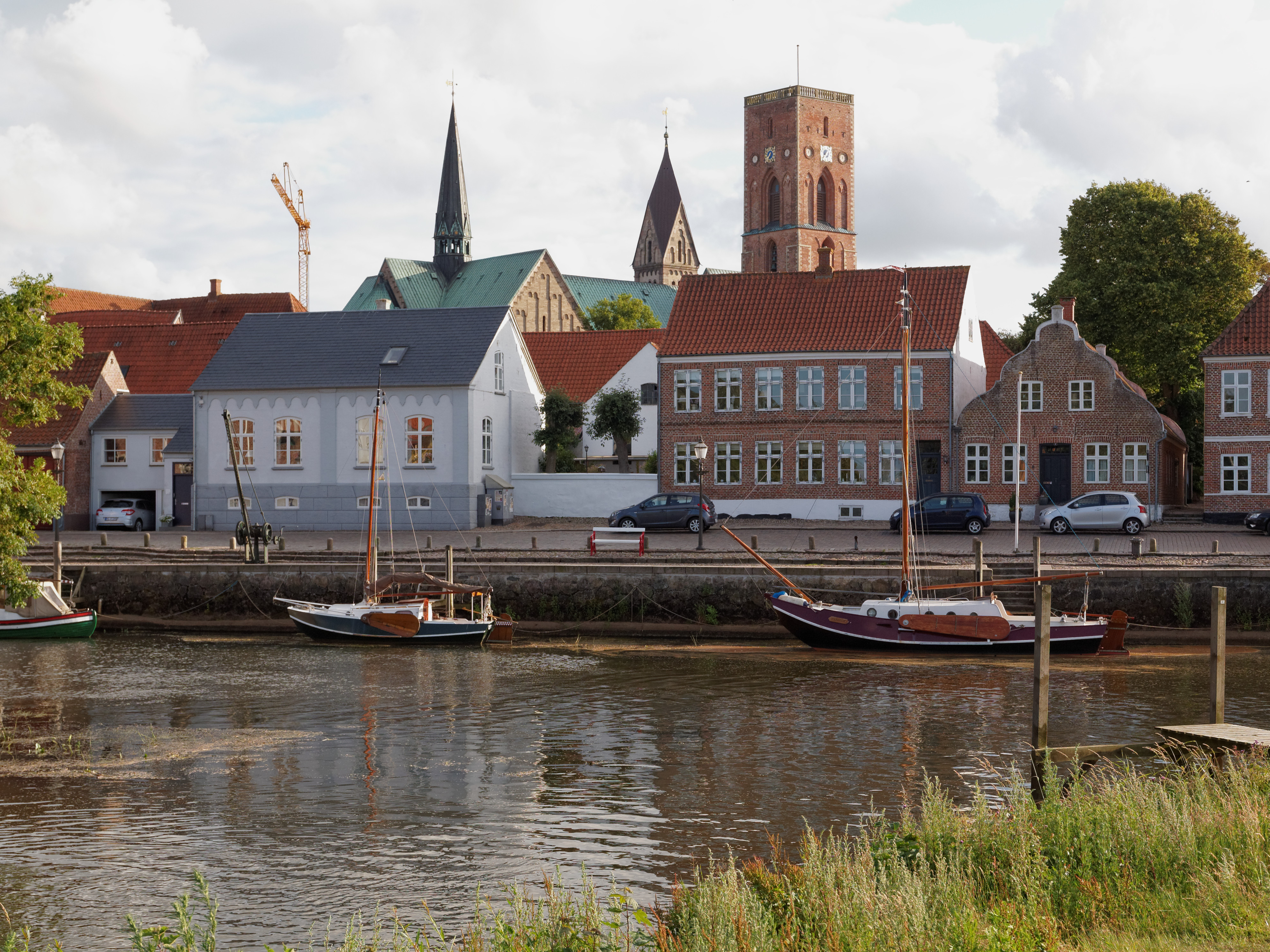
Blick über Ribe vom Hafen aus
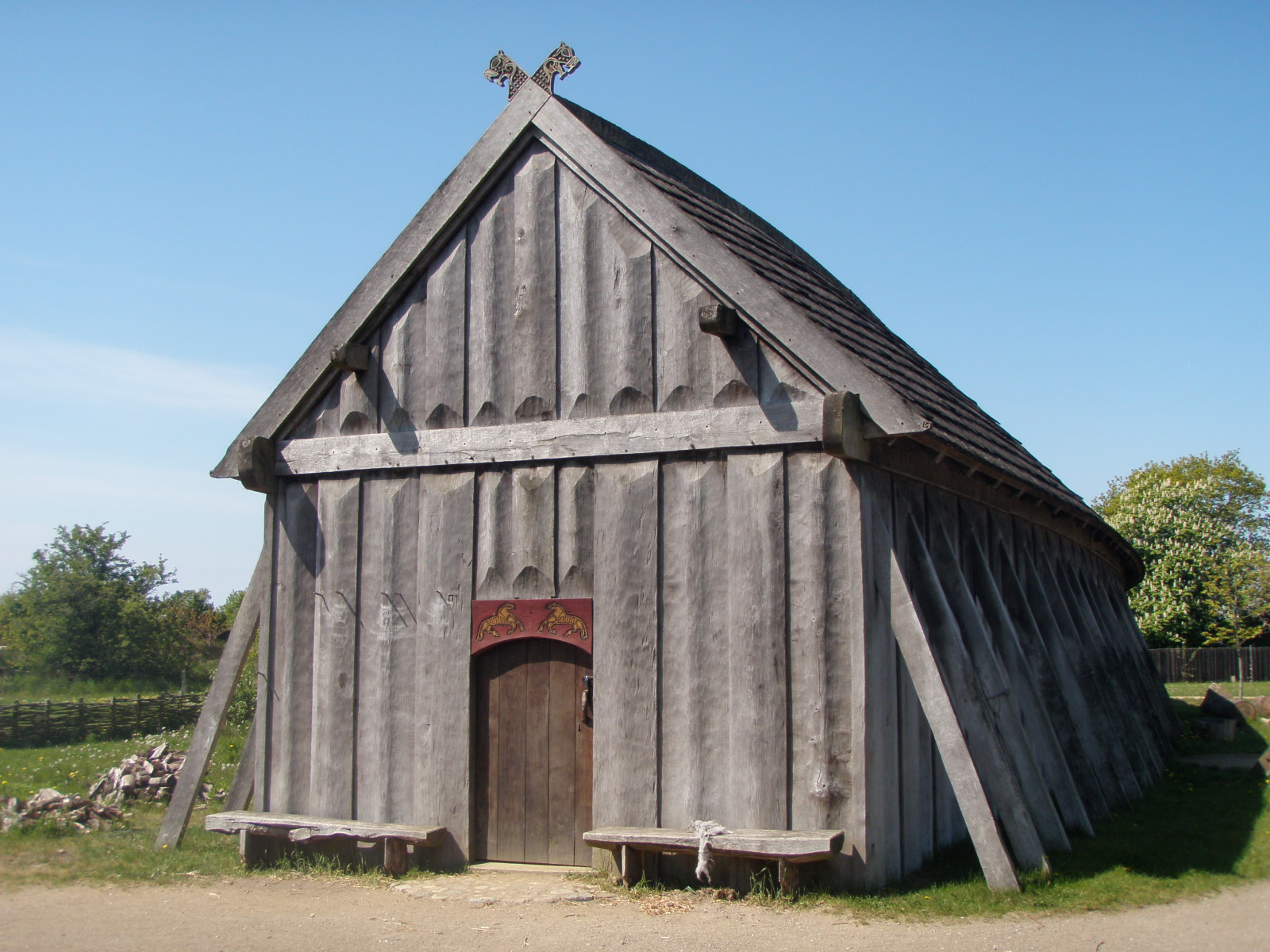
Ribe VikingeCenter

## Partnerstädte
- Balleroy, Frankreich
- Ely, Vereinigtes Königreich
- Güstrow, Deutschland
- Krems an der Donau, Österreich
- Leikanger, Norwegen
- Ratzeburg, Deutschland
- Strängnäs, Schweden
- Tainan (Chinesisch: 臺南市), Republik China (Taiwan)

## Söhne und Töchter der Stadt
- Peder Palladius (1503–1560), älterer Bruder von Niels Palladius, Reformator und erster lutherischer Bischof Seelands
- Niels Palladius (um 1510–1560), Bischof und Reformator
- Andreas Krag (1553–1600), Mathematiker, Physiker und Mediziner
- Hans Iversen Wandal (1579–1641), lutherischer Theologe und Bischof
- Anders Bording (1619–1677), Dichter
- Emil Christian Hansen (1842–1909), Botaniker
- Jacob August Riis (1849–1914), Journalist und Fotograf
- Christian Giørtz Middelboe (1852–1920), Konteradmiral und Marineminister
- Jens Bodewalt Lampe (1869–1929), amerikanischer Komponist und Bandleader
- Kjeld Abell (1901–1961), Dichter
- Bjørn Dunkerbeck (* 1969), zwölffacher Weltmeister im Windsurfen
- Mette Kierkgaard (* 1972), Politikerin
- Adam Pultz Melbye (* 1981), Jazzmusiker

## Weitere Persönlichkeiten
- Hans Adolph Brorson (1694–1764), dänischer Bischof und Liederdichter; wirkte ab 1737 in Ribe, starb in Ribe
- Anders Dahl-Nielsen (* 1951), ehemaliger dänischer Handballspieler und Handballtrainer; ab 1980 beim Ribe HK aktiv
- Anders Sørensen Vedel (1542–1616), Historiker; lebte und starb in Ribe